# 勒谢讷 (厄尔省)
勒谢讷（法語：Le Chesne，法語發音：[lə ʃɛn]）是法国厄尔省的一个旧市镇，属于埃夫勒区。2016年，勒谢讷与临近的3个市镇合并为新市镇马尔布瓦，新市镇行政中心位于勒谢讷。

## 地理
勒谢讷（48°53'28"N, 0°56'58"E）面积17.61 平方千米，位于法国诺曼底大区厄尔省，该省份为法国北部内陆省份，北起滨海塞纳省，西接奧恩省和卡爾瓦多斯省，南至厄尔-卢瓦省，东临瓦兹省、瓦兹河谷省和伊夫林省。
勒谢讷的时区为UTC+01:00、UTC+02:00（夏令时）。

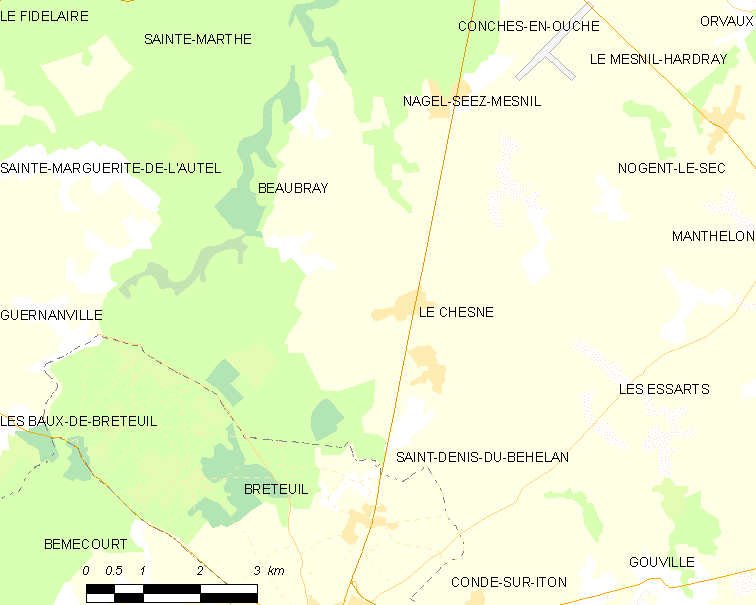
勒谢讷的OSM定位图

## 行政
勒谢讷的邮政编码为27160、27240，INSEE市镇编码为27157。

## 政治
勒谢讷所属的省级选区为布勒特伊县。

## 人口

1962-2008年间勒谢讷人口变化图示

勒谢讷于2018年1月1日时的人口数量为629人。